# Wilhelm Schmid (Maler)
Wilhelm Schmid (* 7. Februar 1892 in Remigen; † 1. Dezember 1971 in Brè bei Lugano) war ein Schweizer Maler, der der Neuen Sachlichkeit sowie dem Magischen Realismus zugeordnet wird.

## Leben und Wirken
Wilhelm Schmid wurde 1892 in Remigen bei Brugg AG als uneheliches Kind geboren. Schmid wuchs bei seiner Grossmutter und seiner Tante in Remigen auf. Als Kind half er ab und zu seinem Onkel in dessen Wagnerwerkstatt in der Kirche Remigen. Nach der Schulzeit begann er bei BBC Baden eine Lehre, die er jedoch abbrach. Bei Albert Froelich in Brugg machte er eine Ausbildung zum Bauzeichner. Er emigrierte 1912 über Italien nach Berlin. Zunächst arbeitete er dort bei Peter Behrens. 1913 wurde er Mitarbeiter bei Bruno Paul und 1914 Atelierchef im Berliner Büro des Architekten Paul Renner. Als er beauftragt wurde, den Umbau der Villa der Eigentümerfamilie Metz in Potsdam zu leiten, lernte er die Tochter der Eigentümer kennen, die Kammersängerin Maria Metz, die unter dem Künstlernamen Maria Alba auftrat. 1918 heirateten sie und sie trug fortan den Namen Maria Schmid-Metz. Für sich und seine Ehefrau erbaute er ab 1922 ein Wohnhaus unweit der Villa Metz, das sogenannte Etappenhaus.
1918 wurde er Mitbegründer der Novembergruppe, in der sich die «Revolutionäre des Geistes» zusammenschlossen (ihr gehörten Künstler wie Otto Dix, Wassily Kandinsky oder Rudolf Belling an). 1923 erschien über seine Malerei eine Monographie, in der etwa seine Pierrots lunaires oder Musikerbilder wie Puccini Butterfly (beide heute im Besitz der Stadt Lugano), die Mona Luna (heute im Aargauer Kunsthaus), frühe Landschaften sowie einzelne Stillleben abgebildet wurden. Wilhelm Schmid gehörte zur künstlerisch-kulturellen Bewegung der Neuen Sachlichkeit. Er, der sich in einer Selbststilisierung als «Schweizer und Bauer» bezeichnete, galt als junge Hoffnung der Kunst und stiess bei den Kritikern auf entsprechendes Interesse.
1924 zog es ihn nach Frankreich, 1928 arbeitete er vorwiegend in Paris und Südfrankreich, mit gelegentlichen Abstechern nach Italien. 1930 kehrte er nach Berlin zurück. Zum Teil vom französischen Surrealismus beeinflusst, malte er Bilder wie Le Duel und andere Kopflose. Seine Bilder wurden von Museen und privaten Sammlern erworben. 1936 versteigerte das Berliner Auktionshaus Rudolph Lepke das Ölgemälde Lesende Dame (105 × 70 cm), das die jüdische Sammlerin Margarete Translateur verkaufen mussten, um „Reichsfluchtsteuer“ und „Judenvermögensabgabe“ bezahlen zu können. Der Verbleib des Bildes ist ungeklärt. Verschollen ist bisher auch das Tafelbild Italienische Stadt (1920/1921 ?) aus der Sammlung des bei der Deportation durch die Nazis umgekommenen jüdischen Berliner Unternehmers Robert Graetz (1878–spätestens 1945). 1937 wurde in der Nazi-Aktion „Entartete Kunst“ nachweislich zehn seiner Bilder aus der Städtischen Gemäldegalerie Bochum, den Städtische Kunstsammlung Duisburg, dem Museum Folkwang Essen, der Städtische Kunsthalle Mannheim, dem Museum für Kunst und Kunstgewerbe Stettin und der Ruhmeshalle Wuppertal-Barmen beschlagnahmt. Davon wurden sieben zerstört. Der Verbleib der anderen ist ungeklärt. In Berlin geriet er als „Kulturbolschewist“ zunehmend unter Beschuss. Gemeinsam mit seiner jüdischen Ehefrau musste Schmid Deutschland verlassen. Er ging zurück in die Schweiz. Er begab sich im Tessiner Brè-Aldesago in eine «innere Emigration». Die Integration in die Schweizer Kunstszene misslang. Sein letztes Riesengemälde Der Heliand (La Cena, heute im Besitz des Bundes) wurde hier 1946 als anstössig empfunden. Das für die Nationale Kunstausstellung von 1946 gemalte grossformatige Bild eines bäuerlichen Sonntagsmahls als Paraphrase des letzten Abendmahls musste aufgrund eines bundesrätlichen Vetos entfernt werden.
Im Zuge des Baus des neuen Schulhauses wurde Schmid von der Gemeinde Remigen mit der Schaffung eines Wandbbildes beauftragt. „Universum“ ist ein Wimmelbild und zeigt Impressionen aus der Geschichte: das Trojanische Pferd, die Pyramiden von Giseh, den Eiffelturm, aber auch Elemente des Remiger Dorfbildes wie die Weinlese, die Kirche, Schmids Geburtshaus und das Zehntenhaus. Ähnlich bekam er auch den Auftrag ein Werk für das damalige Lehrerinnenseminar in Aarau zu schaffen. Das Werk heisst "Die vier Elemente" und ist eine Majolika (Keramik, Hochrelief, bemalt, glasiert), 150 × 200 cm.
Er arbeitete bis zu seinem Tod an Gemälden, Plastiken und Terrakottaskulpturen. Er litt zunehmend an starker Sehschwäche. 1968 erhielt er das Ehrenbürgerrecht von Brè.
Der Museumsleiter und Kurator des Aargauer Kunsthauses Heiny Widmer besuchte Schmid ein paar Tage vor seinem Tod. Sie kamen überein, dass Widmer ein Werkverzeichnis erstellt sowie Schmids Nachlass verwaltet. Dazu kam es jedoch nicht mehr und die Sammlung ging an die Stadt Lugano.